# Neomegastigmus rufithorax
Neomegastigmus rufithorax är en stekelart som beskrevs av Girault 1915. Neomegastigmus rufithorax ingår i släktet Neomegastigmus och familjen gallglanssteklar. Inga underarter finns listade i Catalogue of Life.